# Hatfield (Hertfordshire)
Hatfield (dawniej Bishop's Hatfield) – miasto i civil parish w południowej części Wielkiej Brytanii, w Anglii, w hrabstwie Hertfordshire, w dystrykcie Welwyn Hatfield. W 2011 civil parish liczyła 39 202 mieszkańców. Do niedawna był to ośrodek przemysłu lotniczego (samoloty De Havilland Comet). 
Posiada dobre połączenie drogowe (autostrada A1) oraz kolejowe z Londynem (20 minut jazdy pociągiem do stacji King’s Cross w Londynie). W 2000 w mieście doszło do katastrofy kolejowej, w której śmierć poniosły cztery osoby. 
Miasto jest wspomniane w Domesday Book (1086) jako Hetfelle. Cennym zabytkiem jest położony na wschód od centrum miasta pałac królewski, znany jako Hatfield House, wzniesiony pod koniec XV wieku (w obecnym kształcie w 1611). W I połowie XVI wieku w Hatfield House okres dzieciństwa spędziły dzieci króla Henryka VIII, a zarazem późniejsi monarchowie angielscy: Edward VI Tudor oraz jego przyrodnie siostry, Elżbieta I Tudor i Maria I Tudor.
Hatfield jest siedzibą Uniwersytetu Hertfordshire (niektóre jego wydziały znajdują się w pobliskich miastach, na przykład St Albans i Bayfordbury).